# Timmia
Timmia, rod pravih mahovina smještena u vlastitu porodicu, red i podrazred. Za vrstu Grevilleanum serratum čije ime datira iz 1826. ustanovljeno da je sinonim za T. megapolitana

## Vrste
1. Timmia alataviensis Müll. Hal.
2. Timmia austriaca Hedw.
3. Timmia megapolitana Hedw.
4. Timmia norvegica J.E. Zetterst.
5. Timmia sibirica Lindb. & Arnell
6. Timmia sphaerocarpa Y. Jia & Yang Liu bis